# قسطجون (بونتة)
قسطجون البونتة أو قسطجون دِل بُوِنتة هي بلدية تقع في مقاطعة وشقة في أرغون في إسبانيا. بلغ عدد سكان البلدية 435 نسمة وفقًا لتعداد عام 2004 (INE).